# 桃源への旅立ち
『桃源への旅立ち』（原題：Imaginary Voyage）は、フランス人ヴァイオリニスト、ジャン＝リュック・ポンティが1976年に発表したスタジオ・アルバム。

## 背景
後にフランク・ザッパ・バンドで活動するアラン・ザヴォッドと、後にジェスロ・タルのアルバム『A』（1980年）に参加するマーク・クレイニーが新メンバーとして迎えられた。「新世界発見」はカントリー・ミュージックからの影響を取り入れた曲で、ポンティ自身は後年、TheUrbanMusicScene.comのインタビューにおいて「アメリカに渡ってナッシュビルのフィドル奏者と会って、それをR&Bと融合してみたいと思った」と語っている。

## 反響・評価
アメリカの総合アルバム・チャートBillboard 200では67位に達し、『ビルボード』のジャズ・アルバム・チャートでは2位を記録した。
Richard S. Ginellはオールミュージックにおいて5点満点中4点を付け「マハヴィシュヌ・オーケストラと同様エレクトリック・ヴァイオリン、ギター、キーボード、ベース、ドラムスという楽器編成だが、ここでは重点の置き所が変化しており、彼自身のヴァイオリンが直接的に押し出されて、共演者達の演奏との対決は抑えめとなった」と評している。

## 収録曲
全曲ともジャン＝リュック・ポンティ作。
1. 新世界発見 - "New Country" - 3:08
2. バビロンの国 - "The Gardens of Babylon" - 5:07
3. 銀河のさすらい人 - "Wandering on the Milky Way" - 1:49
4. ワンス・アポン・ア・ドリーム - "Once Upon a Dream" - 4:07
5. タランチュラ - "Tarantula" - 4:08
6. 桃源への旅立ち パートI - "Imaginary Voyage Part I" - 2:22
7. 桃源への旅立ち パートII - "Imaginary Voyage Part II" - 4:04
8. 桃源への旅立ち パートIII - "Imaginary Voyage Part III" - 5:26
9. 桃源への旅立ち パートIV - "Imaginary Voyage Part IV" - 8:01

## 参加ミュージシャン
- ジャン＝リュック・ポンティ - ヴァイオリン、オルガン、シンセサイザー
- ダリル・ステューマー - ギター
- アラン・ザヴォッド - ピアノ、キーボード
- トム・ファウラー - ベース
- マーク・クレイニー - パーカッション